# Bathydactylus
Antiparactis is een geslacht van zeeanemonen uit de klasse van de Anthozoa (bloemdieren).

## Soorten
- Bathydactylus kroghi Carlgren, 1956
- Bathydactylus valdiviae Carlgren, 1928